# Altura (kawa)
Altura (z hiszp. wyniosłość) – gatunek kawy meksykańskiej, który uprawiany jest przede wszystkim na Płaskowyżu Centralnym, na wysokości ponad 900 m n.p.m. Altura jest uznawana za najlepszą kawę meksykańską (meksykańska klasa A1) i jest najdroższym gatunkiem z tego kraju.
Meksykańskie kawy o tej nazwie handlowej to:
- Altura Coatepec (arabica) pochodząca z górskich plantacji stanu Veracruz,
- Altura Huatusco (arabica) pochodząca z najwyżej położonych plantacji stanu Veracruz,
- Altura Orizaba (także: Orizaba, arabica) pochodząca z niższych plantacji stanu Veracruz, ale jakościowo dobra[1].